# De Stem der Belgen
De Stem der Belgen (Frans: La Voix des Belges) was een Belgische krant die illegaal uitgegeven werd door de verzetsgroepering Belgische Nationale Beweging (Mouvement National Belge) tijdens de Tweede Wereldoorlog.

## Geschiedenis
La Voix des Belges werd een eerste maal uitgegeven op 10 augustus 1941. De slogan van de krant was: Battus parfois, abattus jamais! (Soms geslagen, nooit verslagen!). Er waren ook andere Franstalige uitgaven zoals La Voix du Luxembourg, La Voix d'Etudiants, La Voix des Coloniaux en La Voix des Gaumais, en de Nederlandstalige uitgave De Stem der Belgen. De krant werd in juli 1941 opgericht door Aimé Dandoy, oprichter van de BNB, en Camille Joset.
Aimé Dandoy werd op 23 oktober 1941 door de Gestapo gearresteerd toen hij de krant in ontvangst nam bij de drukkerij L. Wijckman-F. Schoubben. Camille Joset werd op 27 april 1942 door de Gestapo gearresteerd en zou gedurende drie jaar gevangen blijven. Camille-Jean Joset werd hoofdredacteur van de krant in opvolging van zijn vader.
De Stem der Belgen had een hoge oplage en gold samen met La Libre Belgique als een van de best gemaakte clandestiene kranten.
Op 17 en 18 februari 1944 werden 98 vooraanstaande leden van de BNB gearresteerd, slechts drie mensen konden aan de golf van arrestaties ontsnappen. Het team van La Voix des Belges werd niet gespaard maar niettemin verscheen de krant opnieuw met editie 38 in mei 1944. Het formaat werd teruggebracht en werd nu "De Kleine Stem der Belgen" genoemd. De krant bleef verschijnen tot de bevrijding. Begin september 1944 werd de trein die de leden van de BNB van de gevangenis van Sint-Gillis richting Duitsland voerde, tegengehouden door de geallieerden. Ze ontsnapten zo aan de deportatie en waren op 3 september 1944 in Brussel tijdens de bevrijding, toen werd ook de laatste editie van de krant uitgegeven.